# Directiva sobre la conservació de dades
La Directiva 2006/24/CE sobre la conservació de dades de la Unió Europea, del 15 de març del 2006 (nom complet: Directiva 2006/24/CE del Parlament Europeu i del Consell, de 15 de març de 2006, sobre la conservació de dades generades o tractades en relació amb la prestació de serveis públics de comunicació electrònica o de dades transmeses per xarxes públiques de comunicacions i per la qual es modifica la Directiva 2002/58/CE,), exigeix la conservació de dades durant un període d'entre sis mesos i dos anys, en particular per tal de:
- poder traçar i identificar la font d'una comunicació;
- poder traçar i identificar la destinació d'una comunicació;
- poder identificar la data, l'hora i la durada d'una comunicació;
- poder identificar el tipus de comunicació;
- poder identificar la màquina utilitzada per comunicar-se; i
- poder identificar la localització dels equipaments de comunicació mòbil.

## Recomanacions de la Comissió de Llibertats Civils, Justícia i Afers d'Interior del Parlament Europeu
La Comissió de Llibertats Civils, Justícia i Afers d'Interior del Parlament Europeu havia recomanat
- limitar la durada de conservació de dades a un any;
- autoritzar-la únicament en cas de mandat judicial i només per investigacions de crims prou importants, que puguin desembocar en una ordre de detenció europea;
- transferir els dades a les autoritats nacionals únicament per petició expressa i cas per cas;
- permetre un opt-in pels estats-membres, permetent-los no conservar les dades de les trucades sense resposta;
- imposar sancions penals per l'ús il·legal d'aquestes dades; i
- compensar el cost de la conservació de dades pels operadors privats indemnitzant-los.

La Comissió Europea no tingué en compte aquestes recomanacions.

## Origen de la directiva: Declaració sobre la lluita contra el terrorisme del 2004
L'origen d'aquesta directiva rau en la Declaració sobre la lluita contra el terrorisme del 25 de març de 2004 del Consell de la UE, seguida d'una proposta conjunta, d'abril del 2004, de França, Suècia, Irlanda i el Regne Unit d'adoptar una tal directiva com a part del Tercer Pilar, el de Justícia i Afers Interiors. Al juny-setembre del 2005, un informe d'Alexander Nuno Alvaro, en nom del Parlament Europeu, rebutja el projecte de directiva declarant que cau sota el Premier Pilar de la UE (mercat interior), i és per tant competència del Parlament Europeu (mentre que el 3r pilar és intergovernamental). Un nou projecte de directiva, similar, és aleshores presentat per Brussel·les i acceptat per Estrasburg. El Consell adoptà finalment al febrer del 2006 la Directiva sobre la Conservació de Dades, esmenant la Directiva del 12 de juliol de 2002 relativa a la protecció de les dades personals i la intimitat en relació amb el sector de les telecomunicacions. Només Irlanda i Eslovàquia hi votaren en.

## Invalidació pel TJUE
El Tribunal de Justícia de la Unió Europea invalidà la Directiva 2006/24/CE el 8 d'abril del 2014.